# Erich Nagel
Erich Nagel (1908–1971) byl německý malíř a umělec.
Většina jeho děl byla zabavena nacisty během čistek nacistického režimu na podporu germánského umění. Zabavená díla byla považována za Zvrhlé umění. Některá jeho díla byla po válce uložena do berlínské Národní galerie.